# 松永英機
松永 英機（まつなが ひでき、1963年2月8日 - ）は、静岡県藤枝市出身の元サッカー選手、サッカー指導者。

## 来歴
大阪商業大学サッカー部時代は全日本大学選手権2連覇を果たした。卒業後は松下電器産業サッカー部（現：ガンバ大阪）でプレー。
引退後は松下電器およびプロ化したG大阪や、ヴェルディ川崎（現：東京ヴェルディ1969）で指導者経験を積む。またこの間、日本サッカー協会の強化委員スタッフに加わり、アトランタ五輪ではスカウティングスタッフとして対戦相手チームを分析。マイアミの奇跡と呼ばれるブラジル戦での勝利に貢献した。
1999年にはV川崎で初めてJリーグチームの監督を務める（ただし実質的な指揮は総監督の李国秀が執っていた。これは翌年の張外龍監督のときも同じである）。辞任後は清水エスパルスのコーチを務めた。
2003年に大木武の後を受けてヴァンフォーレ甲府の監督に就任。資金も戦力も決して豊富とは言えない甲府で2003年と2004年前半には松永自ら招いた元日本代表FW小倉隆史の獲得も功を奏し、昇格争いを繰り広げ観客動員も増加した。ファウルを犯さない組織的な守備をベースとしながらも、小倉や藤田健といった創造性の高い選手の能力を生かしたボールポゼッションからサイドチェンジ、サイドアタックを基調とした戦術は高い評価を受け、当時のサッカー誌上でも取り上げられた。2004年後半は得点源であったブラジル人FWバロンの途中退団や主力選手の故障により失速、同年限りで退団するものの、観客動員増からクラブの財政が好転し新外国人バレーの獲得が可能となり、松永の後を引き継ぎ再就任となった大木監督により甲府は翌2005年にJ1昇格を果たしている。
2005年よりヴィッセル神戸の監督に就任したが、第6節まで1勝3敗2分けの17位と出遅れたことを理由に4月19日付で解任された。
2006年には佐川印刷SCの監督に就任したが、前期は成績が低迷。後期は成績が上向きになってきたが、8月31日に辞任した。
2007年、FC岐阜でヘッドコーチ、2007年6月21日から2009年12月13日まで岐阜の監督を務めた。
2010年、名古屋グランパスエイトの育成普及部テクニカルディレクターに就任した。
2013年、岐阜の統括副本部長兼チーム統括部長に就任した。
2016年2月よりJリーグ育成ダイレクターに就任した。
2019年2月から横浜F・マリノスのアカデミーダイレクターに就任した。
2021年2月4日、横浜F・マリノスと業務提携を行っている関東学院大学サッカー部の総監督に就任。6月10日、横浜F・マリノスのアンジェ・ポステコグルーの監督退任を受け、暫定監督に就任。

## 所属クラブ
- 1978年 - 1981年 静岡学園高校
- 1981年 - 1984年 大阪商業大学
- 1984年 - 1991年 松下電器

## 個人成績
| 国内大会個人成績 | 国内大会個人成績 | 国内大会個人成績 | 国内大会個人成績 | 国内大会個人成績 | 国内大会個人成績 | 国内大会個人成績 | 国内大会個人成績 | 国内大会個人成績 | 国内大会個人成績 | 国内大会個人成績 | 国内大会個人成績 |
| 年度             | クラブ           | 背番号           | リーグ           | リーグ戦         | リーグ戦         | リーグ杯         | リーグ杯         | オープン杯       | オープン杯       | 期間通算         | 期間通算         |
| 年度             | クラブ           | 背番号           | リーグ           | 出場             | 得点             | 出場             | 得点             | 出場             | 得点             | 出場             | 得点             |
| 日本             | 日本             | 日本             | 日本             | リーグ戦         | リーグ戦         | JSL杯/ナビスコ杯 | JSL杯/ナビスコ杯 | 天皇杯           | 天皇杯           | 期間通算         | 期間通算         |
| ---------------- | ---------------- | ---------------- | ---------------- | ---------------- | ---------------- | ---------------- | ---------------- | ---------------- | ---------------- | ---------------- | ---------------- |
| 1984             | 松下             |                  | JSL2部           |                  |                  |                  |                  | 0                | 0                |                  |                  |
| 1985             | 松下             |                  | JSL2部           |                  |                  | 0                | 0                | 0                | 0                |                  |                  |
| 1986-87          | 松下             | 12               | JSL1部           | 9                | 0                | 0                | 0                | 2                | 0                | 11               | 0                |
| 1987-88          | 松下             |                  | JSL2部           |                  |                  | 0                | 0                | 0                | 0                |                  |                  |
| 1988-89          | 松下             | 12               | JSL1部           | 0                | 0                | 0                | 0                |                  | 0                |                  | 0                |
| 1989-90          | 松下             | 29               | JSL1部           | 0                | 0                | 0                | 0                | 0                | 0                | 0                | 0                |
| 1990-91          | 松下             | 28               | JSL1部           | 0                | 0                | 0                | 0                |                  |                  |                  |                  |
| 通算             | 日本             | 日本             | JSL1部           | 9                | 0                |                  |                  |                  |                  |                  |                  |
| 通算             | 日本             | 日本             | JSL2部           |                  |                  |                  |                  |                  |                  |                  |                  |
| 総通算           |                  |                  |                  |                  |                  |                  |                  |                  |                  |                  |                  |

## 指導歴
- 1989年 - 1992年 松下電器 コーチ
- 1992年 - 1994年 ガンバ大阪 ユースコーチ、コーチ（サテライトコーチ兼任）
- 1994年12月 - 1996年 日本サッカー協会強化委員
  - 1996年 アトランタオリンピックプロジェクトチーム（スカウティングスタッフ）
- 1997年 - 1999年 ヴェルディ川崎
  - 1997年6月 サテライトコーチ（ユースコーチ兼任）
  - 1998年 テクニカルグループ
  - 1999年 監督
- 2000年 - 2002年 清水エスパルス
  - 2000年 - 2001年 強化担当
  - 2002年 サテライト監督
- 2003年 - 2004年 ヴァンフォーレ甲府 監督
- 2005年 - 2005年4月 ヴィッセル神戸 監督
- 2006年 - 2006年8月 佐川印刷SC 監督
- 2007年 - 2009年 FC岐阜
  - 2007年 - 2007年6月 コーチ
  - 2007年6月 - 2009年 監督
- 2010年 - 2012年 名古屋グランパス テクニカルディレクター
- 2013年 - 2014年 FC岐阜 統括副本部長兼チーム統括部長
- 2015年 名古屋グランパス チーム統括部テクニカルダイレクター
- 2016年 - 2018年 Jリーグ育成ダイレクター
- 2019年 - 2021年 横浜F・マリノス
  - 2019年 - 2021年6月 アカデミーダイレクター
  - 2021年 関東学院大学サッカー部 総監督
  - 2021年6月 - 7月 暫定監督
  - 2021年7月 - 12月 アシスタントコーチ
- 2022年 - 岐阜県サッカー協会FAコーチ

## 監督成績
| 年度   | クラブ   | 所属   | リーグ戦 | リーグ戦 | リーグ戦 | リーグ戦 | リーグ戦 | リーグ戦 | カップ戦       | カップ戦 |
| 年度   | クラブ   | 所属   | 順位     | 勝点     | 試合     | 勝       | 分       | 敗       | ナビスコ杯     | 天皇杯   |
| ------ | -------- | ------ | -------- | -------- | -------- | -------- | -------- | -------- | -------------- | -------- |
| 1999   | V川崎    | J1     | 7位      | 49       | 30       | 17       | 2        | 11       | 2回戦          | ベスト4  |
| 2003   | 甲府     | J2     | 5位      | 69       | 44       | 19       | 12       | 13       | -              | 3回戦    |
| 2004   | 甲府     | J2     | 7位      | 58       | 44       | 15       | 13       | 16       | -              | 4回戦    |
| 2005   | 神戸     | J1     | -        | 5        | 6        | 1        | 2        | 3        | 予選リーグ敗退 | -        |
| 2006   | 佐川印刷 | JFL    | -        |          |          |          |          |          | -              | -        |
| 2007   | 岐阜     | JFL    | 3位      | 27       | 18       | 7        | 6        | 5        | -              | 3回戦    |
| 2008   | 岐阜     | J2     | 13位     | 42       | 42       | 10       | 12       | 20       | -              | 4回戦    |
| 2009   | 岐阜     | J2     | 12位     | 62       | 51       | 16       | 14       | 21       | -              | ベスト8  |
| J1通算 | J1通算   | J1通算 | -        | -        | 36       | 18       | 4        | 14       |                |          |
| J2通算 | J2通算   | J2通算 | -        | -        | 181      | 60       | 51       | 70       |                |          |

- 2005年は第6節で解任